# Élections législatives danoises de 2019
Les élections législatives danoises de 2019 ont lieu le 5 juin 2019 afin de renouveler pour quatre ans les 179 membres du Folketing, le parlement danois.
Bien que le Parti libéral du Premier ministre Lars Løkke Rasmussen progresse de la troisième à la seconde place, totalisant un quart des sièges, le scrutin est remporté par le principal parti d'opposition, Social-démocratie, qui conserve la première place. Le rapport de force général est en effet renversé au profit des partis de gauche du « Bloc rouge », qui remporte la majorité absolue au Parlement face au « Bloc bleu » des partis de droite. Parmi ces derniers, le Parti populaire observe notamment un net recul.
Un gouvernement de coalition ou minoritaire mené par la dirigeante de Social-démocratie, Mette Frederiksen est attendu, cette dernière privilégiant la seconde option.

## Contexte
À la suite des élections législatives de 2015, les partis de la coalition de droite dite « bloc bleu » obtiennent une très courte majorité au Folketing avec 90 sièges contre 89 pour la coalition de gauche, dite « bloc rouge ». Les élections sont notamment marquées par une nette progression du Parti populaire danois, classé à droite voire à l'extrême-droite de l'échiquier politique.
Un gouvernement minoritaire composé uniquement de membres du parti libéral Venstre est formé grâce au soutien du Parti populaire danois, de l'Alliance libérale et du Parti populaire conservateur. Ces soutiens permettent au dirigeant du parti libéral Lars Løkke Rasmussen de redevenir premier ministre, après un passage à cette fonction entre 2009 et 2011. En novembre 2016, l'Alliance libérale et le parti populaire conservateur rejoignent formellement le gouvernement à la suite d'un accord de coalition, le gouvernement continuant à bénéficier du soutien sans participation du parti populaire danois.

## Date et mode de scrutin

### Date
Selon la Constitution danoise, les élections législatives doivent se tenir avant le 17 juin 2019, étant donné que les élections précédentes se sont tenues le 18 juin 2015. Le Premier ministre a toutefois la possibilité de convoquer les élections à la date de son choix, au plus tard quatre ans après les élections précédentes. En 2015, la Première ministre d'alors, Helle Thorning-Schmidt avait annoncé le 27 mai 2015 que les prochaines élections législatives seraient convoquées le 18 juin suivant, près de quatre mois avant la date butoir du 14 septembre 2015.

### Mode de scrutin

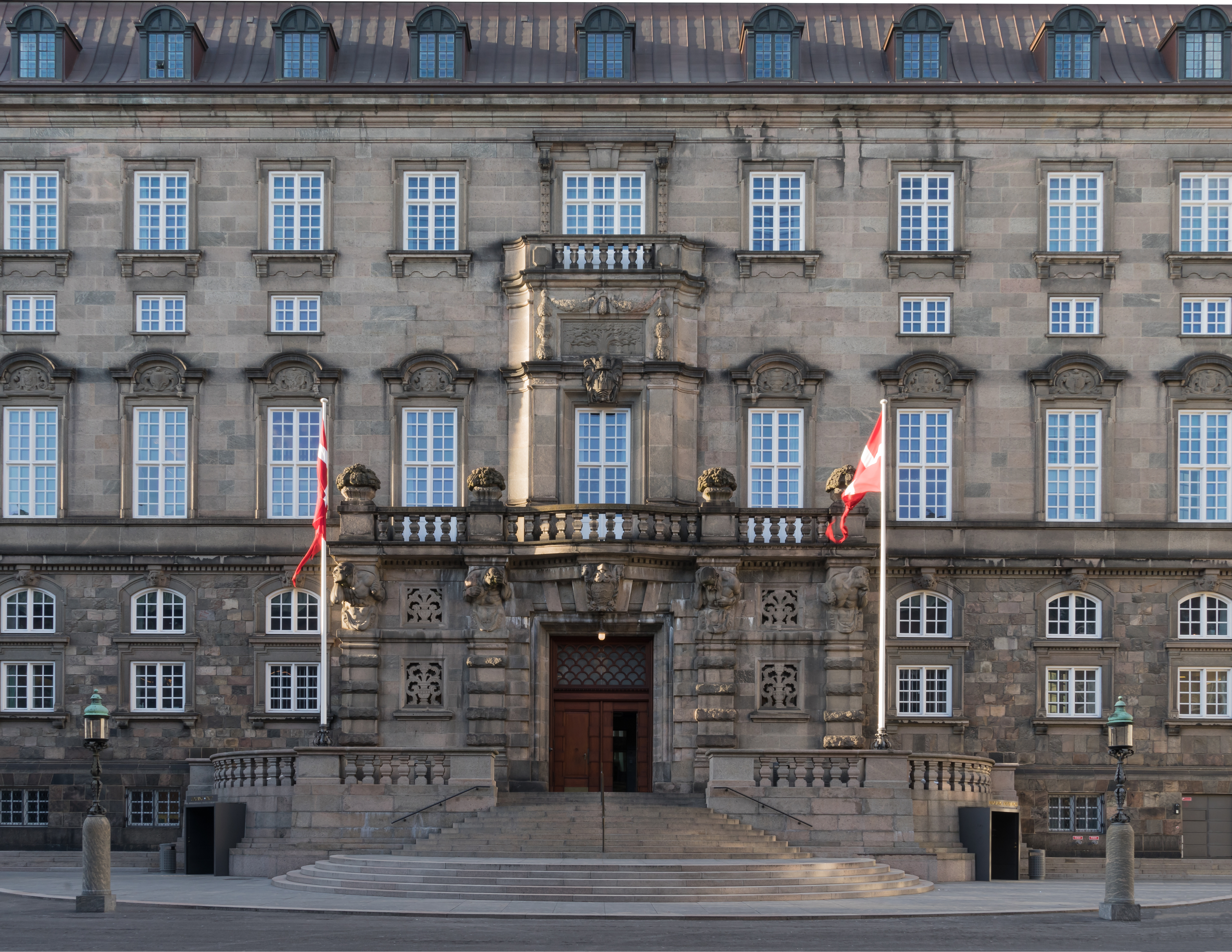
Façade du Palais de Christiansborg, lieu de réunion du Folketing.

Le Danemark est doté d'un parlement unicaméral, le Folketing, dont les 179 sièges sont pourvus pour quatre ans au scrutin proportionnel plurinominal dans le cadre d'un système mixte associant des circonscriptions régionales et une répartition par compensation au niveau national avec seuil électoral de 2 %.
135 sièges sont ainsi répartis dans 10 circonscriptions régionales pour y être pourvus à la proportionnelle avec listes ouvertes selon une version modifiée de la méthode de Sainte-Laguë et à l'aide du quota de Hare. Les électeurs ont la possibilité de voter pour un parti, ou d'effectuer un vote préférentiel directement pour un candidat figurant dans la liste d'un parti. Auquel cas le vote pour le candidat compte pour un vote pour la liste du parti, et lui permet également de faire monter sa place dans celle-çi. Après décompte des suffrages, les sièges sont répartis dans chaque circonscription aux candidats des différents partis dans l'ordre de leur position dans la liste, en prenant compte des votes préférentiels. Les partis peuvent néanmoins forcer une répartition selon l'ordre prédéterminé de leurs listes, en le déclarant au préalable. En 2019, seule la Liste de l'unité procède ainsi.
À ces 135 sièges s'ajoutent 40 autres destinés à lisser un éventuel décalage entre la part des voix des partis et leurs parts de sièges, afin d'atteindre une meilleure représentativité de l'électorat. Les sièges sont ainsi répartis en priorité aux listes ayant recueilli plus de 2 % des suffrages exprimés et dont la part des sièges est inférieure à celle des voix.
Enfin, aux 175 sièges élus dans le Danemark proprement dit s'ajoutent deux sièges pour les Îles Féroé et deux autres pour le Groenland.
Pour pouvoir participer au scrutin, un nouveau parti doit recueillir le soutien d'un nombre d'électeurs au moins égal à 1/175e du total des votes valides exprimés lors des précédentes élections. En 2019, ce chiffre équivaut ainsi à 20 109 déclaration de soutien. Trois nouveaux partis parviennent à réunir ce montant, et deviennent éligibles aux élections

## Campagne

### Partis et chefs de file
|            | Social-démocratie Socialdemokratiet (A)                      | Centre gauche Social-démocratie                                                               | Mette Frederiksen      | 47 / 179         |
|            | Parti populaire danois Dansk Folkeparti (O)                  | Droite à extrême droite National-conservatisme, conservatisme social, euroscepticisme         | Kristian Thulesen Dahl | 37 / 179         |
|            | Parti libéral Venstre, Danmarks Liberale Parti (V)           | Centre droit Libéral-conservatisme, Agrarisme, Libéralisme économique                         | Lars Løkke Rasmussen   | 34 / 179         |
|            | Liste de l'unité Enhedslisten (Ø)                            | Gauche à extrême gauche Socialisme démocratique, euroscepticisme, anticapitalisme             | Direction collective   | 14 / 179         |
|            | Alliance libérale Liberal Alliance (I)                       | Centre droit à droite Libéralisme, libertarianisme                                            | Anders Samuelsen       | 13 / 179         |
|            | L'Alternative Alternativet (Å)                               | Centre gauche Écologie politique, europhilie                                                  | Uffe Elbæk             | 9 / 179          |
|            | Parti social-libéral Radikale Venstre (B)                    | Centre à centre gauche Social libéralisme, fédéralisme européen, radicalisme                  | Morten Østergaard      | 8 / 179          |
|            | Parti populaire socialiste Socialistisk Folkeparti (F)       | Gauche Socialisme, écologisme, féminisme                                                      | Pia Olsen Dyhr         | 7 / 179          |
|            | Parti populaire conservateur Det Konservative Folkeparti (C) | Droite Conservatisme, conservatisme sociétal                                                  | Søren Pape Poulsen     | 6 / 179          |
|            | La Nouvelle Droite Nye Borgerlige (D)                        | Droite à extrême droite National-conservatisme, libertarianisme, anti-immigration, anti-islam | Pernille Vermund       | Nouveau          |
|            | Ligne dure Stram Kurs (P)                                    | Extrême droite Nationalisme ethnique, mouvance identitaire, anti-immigration, anti-islam      | Rasmus Paludan         | Nouveau          |
|            | Klaus Riskær Pedersen (E)                                    | Centre droit Populisme, social libéralisme, conservatisme social                              | Klaus Riskær Pedersen  | Nouveau          |
| Groenland  |                                                              |                                                                                               |                        |                  |
|            | Inuit Ataqatigiit (IA) Inuit Ataqatigiit                     | Gauche Indépendantisme, Socialisme démocratique                                               | Sara Olsvig            | 1 / 179          |
|            | Siumut (S) Siumut                                            | Centre gauche Indépendantisme, Social-démocratie                                              | Kim Kielsen            | 1 / 179          |
|            | Les Démocrates (D) Demokraatit                               | Centre Unionisme, social libéralisme                                                          | Randi V. Evaldsen      | 0 / 179          |
|            | Atassut (A) Atassut                                          | Centre droit Unionisme, Libéral-conservatisme                                                 | Siverth K. Heilmann    | 0 / 179          |
|            | Partii Naleraq (PN) Partii Naleraq                           | Centre Indépendantisme, Populisme                                                             | Hans Enoksen           | 0 / 179          |
|            | Nunatta Qitornai (NQ) Nunatta Qitornai                       | Centre gauche Indépendantisme, Décentralisation                                               | Vittus Qujaukitsoq     | Nouveau          |
|            | Parti de la Coopération (en) (SA) Samarbejdspartiet          | Centre droit Unionisme, Libéralisme                                                           | Michael Rosing         | Nouveau          |
| Îles Féroé |                                                              |                                                                                               |                        |                  |
|            | République (E) Tjóðveldi                                     | Centre gauche Indépendantisme féroïen, Socialisme démocratique                                | Høgni Hoydal           | 1 / 179          |
|            | Parti social-démocrate (C) Javnaðarflokkurin                 | Centre gauche Social-démocratie, Unionisme danois                                             | Aksel V. Johannesen    | 1 / 179          |
|            | Parti de l'union (B) Sambandsflokkurin                       | Centre droit Libéralisme, Unionisme danois                                                    | Bárður á Steig Nielsen | 0 / 179          |
|            | Parti du peuple (A) Hin føroyski fólkaflokkurin              | Centre droit Indépendantisme féroïen, libéral-conservatisme                                   | Jørgen Niclasen        | 0 / 179          |
|            | Progrès (F) Framsókn                                         | Centre Indépendantisme féroïen, social-libéralisme                                            | Poul Michelsen         | 0 / 179          |
|            | Autogouvernement (D) Sjálvstýri                              | Centre Indépendantisme féroïen, social-libéralisme                                            | Jógvan Skorheim        | 0 / 179          |
|            | Parti du centre (H) Miðflokkurin                             | Centre Régionalisme, démocratie chrétienne                                                    | Jenis av Rana          | Ne participe pas |

### Campagne
La campagne est marquée par l'effondrement dans les sondages du Parti populaire danois. Celui-ci est ainsi jugé « victime de son succès » du fait de sa « victoire idéologique », ses positions anti-immigrationnistes ayant été adoptées par une large part de la classe politique danoise, menant à un virage à droite sur le sujet par le principal parti de gauche, Social démocratie, et à l'apparition d'une concurrence sur sa droite de la part de petits partis d’extrême droite,. Le parlement vote ainsi depuis plusieurs années des lois restreignant l'immigration, dont notamment un changement de paradigme dans l'accueil des réfugiés, celui-ci ayant désormais pour principe de viser à terme non pas leur intégration, mais leur retour dans leurs pays d'origine, dès lors que les conditions le permettent. La dirigeante de Social-démocratie, Mette Frederiksen, mène lors de ces élections une campagne alignée sur des positions à gauche sur l'économie et à droite sur l'immigration. Frederiksen déclare ainsi que « Pour moi, il devient de plus en plus clair que le prix de la mondialisation incontrôlée, de l'immigration massive et de la libre circulation des travailleurs est payé par les classes populaires »
Le Parti populaire est d'autre part miné sur sa droite par l'apparition de plusieurs formations aux positions plus extrêmes encore sur l'immigration. La Nouvelle Droite et le parti Ligne dure font ainsi leurs apparitions dans les sondages, sur des promesses de « remigration » de la population danoise non-européenne existante et de déportation des musulmans,.
Outre l'immigration, la campagne est marquée par des thèmes environnementaux et sociaux. Quelque 57 % des Danois (dont 69 % des citoyens âgés de moins de 35 ans) souhaitent ainsi que le prochain gouvernement fasse de la lutte contre le changement climatique sa priorité. De nombreux électeurs s'inquiètent également de « l'érosion » de services publics fondamentaux tels que l'éducation et la santé sous l'effet de politiques d'austérité budgétaire. Les Libéraux et les Sociaux-Démocrates promettent que restreindre l'immigration protégera le modèle social danois.

## Résultats

Parti arrivé en tête dans chaque municipalité. En rouge les Sociaux-démocrates, en bleu le Parti libéral, en orange la Liste de l'unité, et en en rose, le Parti social-libéral.

### Danemark
|                          |                                  |                       |                       |                       |        |               |  |  |  |  |  |  |  |  |
| Parti                    | Parti                            | Votes                 | %                     | +/-                   | Sièges | +/-           |  |  |  |  |  |  |  |  |
|                          | Social-démocratie (A)            | 914 882               | 25,90                 | 0,38                  | 48     | 1             |  |  |  |  |  |  |  |  |
|                          | Parti libéral (V)                | 826 161               | 23,39                 | 3,92                  | 43     | 9             |  |  |  |  |  |  |  |  |
|                          | Parti populaire danois (O)       | 308 513               | 8,74                  | 12,34                 | 16     | 21            |  |  |  |  |  |  |  |  |
|                          | Parti social-libéral danois (B)  | 304 714               | 8,63                  | 4,05                  | 16     | 8             |  |  |  |  |  |  |  |  |
|                          | Parti populaire socialiste (F)   | 272 304               | 7,71                  | 3,52                  | 14     | 7             |  |  |  |  |  |  |  |  |
|                          | Liste de l'unité (Ø)             | 245 100               | 6,94                  | 0,86                  | 13     | 1             |  |  |  |  |  |  |  |  |
|                          | Parti populaire conservateur (C) | 233 865               | 6,62                  | 3,27                  | 12     | 6             |  |  |  |  |  |  |  |  |
|                          | L'Alternative (Å)                | 104 278               | 2,95                  | 1,85                  | 5      | 4             |  |  |  |  |  |  |  |  |
|                          | La Nouvelle Droite (D)           | 83 201                | 2,36                  | Nv.                   | 4      | 4             |  |  |  |  |  |  |  |  |
|                          | Alliance libérale (I)            | 82 270                | 2,33                  | 5,20                  | 4      | 9             |  |  |  |  |  |  |  |  |
|                          | Ligne dure (P)                   | 63 114                | 1,79                  | Nv.                   | 0      | en stagnation |  |  |  |  |  |  |  |  |
|                          | Chrétiens démocrates (K)         | 60 944                | 1,73                  | 0,90                  | 0      | en stagnation |  |  |  |  |  |  |  |  |
|                          | Parti Klaus Riskær Pedersen (E)  | 29 600                | 0,84                  | Nv.                   | 0      | en stagnation |  |  |  |  |  |  |  |  |
|                          | Indépendants                     | 2 774                 | 0,08                  | 0,01                  | 0      | en stagnation |  |  |  |  |  |  |  |  |
|                          | Sièges du Groenland              | Sièges du Groenland   | Sièges du Groenland   | Sièges du Groenland   | 2      | en stagnation |  |  |  |  |  |  |  |  |
|                          | Sièges des îles Féroé            | Sièges des îles Féroé | Sièges des îles Féroé | Sièges des îles Féroé | 2      | en stagnation |  |  |  |  |  |  |  |  |
|                          |                                  |                       |                       |                       |        |               |  |  |  |  |  |  |  |  |
| Votes valides            | Votes valides                    | 3 531 720             | 98,94                 |                       |        |               |  |  |  |  |  |  |  |  |
| Votes blancs             | Votes blancs                     | 27 782                | 0,78                  |                       |        |               |  |  |  |  |  |  |  |  |
| Votes nuls               | Votes nuls                       | 10 019                | 0,28                  |                       |        |               |  |  |  |  |  |  |  |  |
| Total                    | Total                            | 3 569 521             | 100                   | –                     | 179    | en stagnation |  |  |  |  |  |  |  |  |
| Abstentions              | Abstentions                      | 650 016               | 15,40                 |                       |        |               |  |  |  |  |  |  |  |  |
| Inscrits / participation | Inscrits / participation         | 4 219 537             | 84,60                 |                       |        |               |  |  |  |  |  |  |  |  |

### Résultats par circonscription

#### Résumé
|                        |      |     |      |     |      |      |      |     |      |     |      |     |      |     |
| Circonscription        | A    | A   | V    | V   | O    | O    | B    | B   | F    | F   | Ø    | Ø   | C    | C   |
| Circonscription        | %    | +/- | %    | +/- | %    | +/-  | %    | +/- | %    | +/- | %    | +/- | %    | +/- |
| Banlieue de Copenhague | 25,8 | 3,3 | 17,2 | 2,4 | 8,2  | 11,9 | 10,9 | 5,5 | 9,4  | 4,7 | 7,2  | 1,0 | 9,4  | 4,9 |
| Bornholm               | 34,0 | 0,5 | 25,3 | 5,0 | 10,4 | 9,5  | 3,3  | 1,7 | 4,3  | 1,5 | 8,1  | 0,3 | 1,8  | 0,1 |
| Copenhague             | 17,2 | 5,0 | 15,0 | 4,7 | 4,2  | 7,2  | 16,4 | 7,0 | 11,5 | 5,1 | 16,8 | 0,4 | 5,3  | 2,1 |
| Fyns                   | 30,2 | 1,3 | 23,4 | 5,2 | 8,9  | 12,9 | 7,3  | 3,9 | 6,7  | 2,3 | 6,8  | 1,7 | 6,2  | 2,7 |
| Jutland Est            | 25,8 | 1,5 | 22,6 | 3,9 | 7,8  | 11,1 | 9,9  | 5,0 | 8,2  | 3,8 | 7,1  | 0,3 | 5,7  | 2,9 |
| Jutland du Nord        | 33,9 | 3,9 | 26,8 | 3,6 | 9,5  | 12,4 | 5,1  | 2,0 | 5,4  | 2,1 | 4,3  | 1,8 | 4,9  | 2,2 |
| Jutland de l'Ouest     | 24,6 | 0,1 | 29,8 | 2,4 | 8,4  | 12,9 | 5,3  | 2,5 | 6,2  | 2,6 | 3,4  | 1,1 | 9,2  | 4,3 |
| Jutland du Sud         | 26,1 | 2,6 | 28,5 | 5,0 | 12,5 | 15,9 | 5,9  | 2,8 | 5,2  | 2,2 | 4,1  | 1,0 | 5,1  | 2,9 |
| Zélande                | 28,2 | 0,3 | 24,3 | 4,7 | 10,9 | 14,7 | 5,8  | 2,6 | 8,8  | 4,9 | 5,2  | 1,5 | 5,8  | 2,9 |
| Zélande du Nord        | 21,3 | 1,3 | 23,4 | 2,8 | 7,5  | 11,3 | 11,2 | 5,1 | 6,9  | 3,0 | 5,6  | 0,7 | 11,2 | 5,9 |

### Résultats par blocs
Les blocs dans la politique danoise ne sont pas des alliances à proprement parler, mais plutôt, plusieurs partis qui se rassemblent parce qu'ils ont des politiques plus ou moins similaires. Au Danemark, le Bloc rouge rassemblent les partis de gauche, tandis que le Bloc bleu rassemble les partis de droite. Les sondeurs utilisent tous ces classifications dans leurs coups de sonde. Au cours de l'élection, cependant, cet état de fait a été remis en question, notamment par le parti l'Alternative. Les classifications utilisées dans le tableau ci-dessous sont celles que les sondeurs ont utilisées.
| Parti                    | Parti                             | Votes  | %     | +/-  | Sièges | +/-           |  |
| ------------------------ | --------------------------------- | ------ | ----- | ---- | ------ | ------------- |  |
|                          | Inuit Ataqatigiit (IA)            | 6 867  | 34,35 | 5,22 | 1      | en stagnation |  |
|                          | Siumut (S)                        | 6 063  | 30,33 | 8,87 | 1      | en stagnation |  |
|                          | Les Démocrates (D)                | 2 258  | 11,30 | 2,52 | 0      | en stagnation |  |
|                          | Nunatta Qitornai (NQ)             | 1 622  | 7,82  | Nv.  | 0      | en stagnation |  |
|                          | Partii Naleraq (PN)               | 1 564  | 7,82  | 3,00 | 0      | en stagnation |  |
|                          | Atassut (A)                       | 1 098  | 5,49  | 2,15 | 0      | en stagnation |  |
|                          | Parti de la Coopération (en) (SA) | 518    | 2,59  | Nv.  | 0      | en stagnation |  |
|                          |                                   |        |       |      |        |               |  |
| Votes valides            | Votes valides                     | 19 990 | 97,16 |      |        |               |  |
| Votes blancs et nuls     | Votes blancs et nuls              | 585    | 2,84  |      |        |               |  |
| Total                    | Total                             | 20 575 | 100   | –    | 2      | en stagnation |  |
| Abstentions              | Abstentions                       | 20 769 | 50,23 |      |        |               |  |
| Inscrits / participation | Inscrits / participation          | 41 344 | 49,77 |      |        |               |  |

| Parti                    | Parti                      | Votes  | %     | +/-  | Sièges | +/-           |  |
| ------------------------ | -------------------------- | ------ | ----- | ---- | ------ | ------------- |  |
|                          | Parti de l'union (B)       | 7 360  | 28,32 | 4,78 | 1      | 1             |  |
|                          | Parti social-démocrate (C) | 6 640  | 25,55 | 1,30 | 1      | en stagnation |  |
|                          | Parti du peuple (A)        | 6 181  | 23,79 | 5,10 | 0      | en stagnation |  |
|                          | République (E)             | 4 832  | 18,60 | 5,92 | 0      | 1             |  |
|                          | Progrès (F)                | 638    | 2,46  | 0,74 | 0      | en stagnation |  |
|                          | Autogouvernement (D)       | 334    | 1,29  | 0,43 | 0      | en stagnation |  |
|                          |                            |        |       |      |        |               |  |
| Votes valides            | Votes valides              | 25 985 | 99,16 |      |        |               |  |
| Votes blancs et nuls     | Votes blancs et nuls       | 220    | 0,84  |      |        |               |  |
| Total                    | Total                      | 26 205 | 100   | –    | 2      | en stagnation |  |
| Abstentions              | Abstentions                | 11 059 | 29,68 |      |        |               |  |
| Inscrits / participation | Inscrits / participation   | 37 264 | 70,32 |      |        |               |  |

## Formation d'un gouvernement

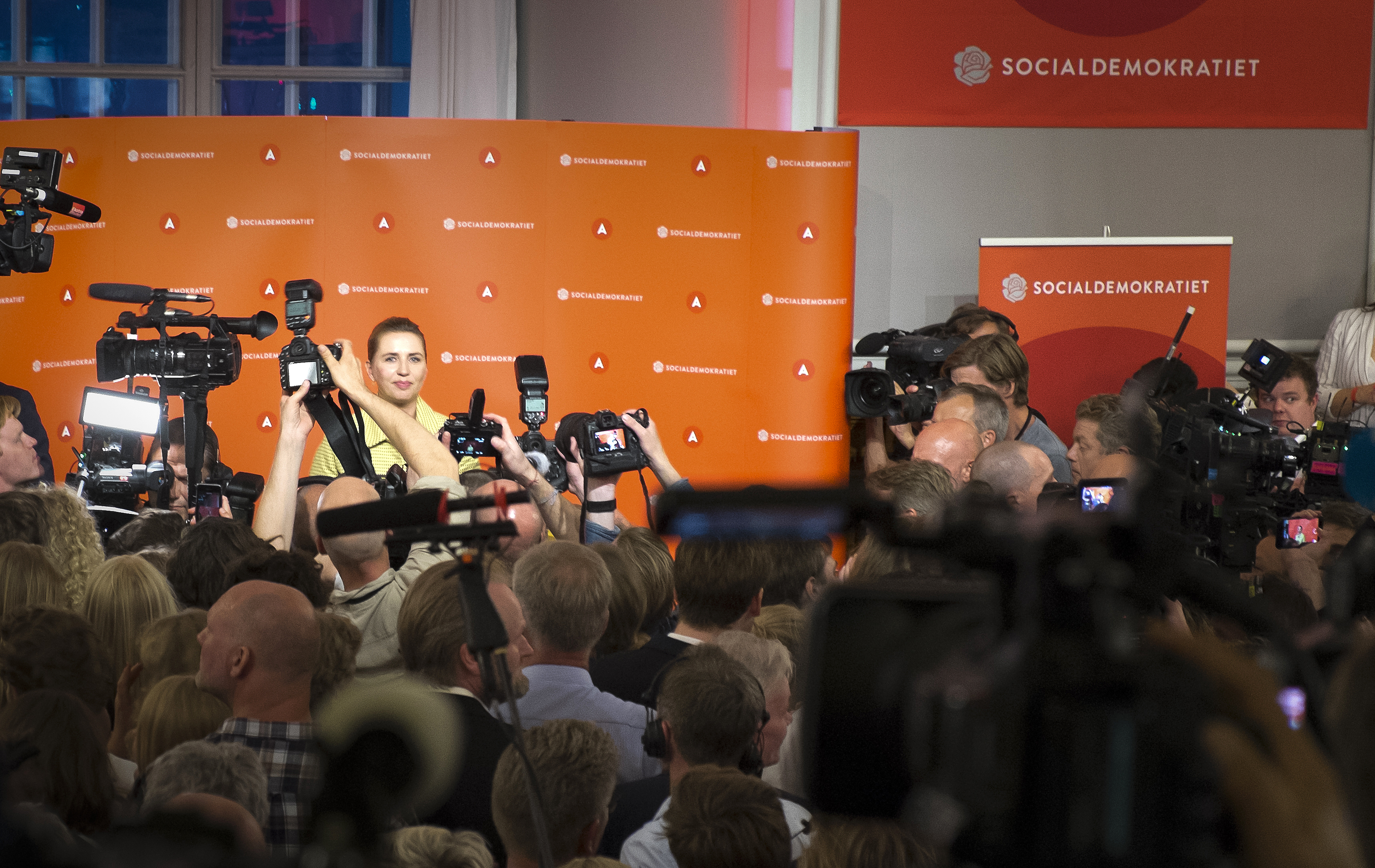
Discours de Mette Frederiksen devant ses militants au soir du scrutin.

Le 6 juin 2019, le Premier ministre Lars Løkke Rasmussen remet sa démission à la reine Margrethe II, lui permettant ainsi de confier la formation d'un nouveau gouvernement à Mette Frederiksen, présidente de Social-démocratie.
Le 27 juin 2019, elle parvient à former un gouvernement minoritaire social-démocrate, avec le soutien sans participation du Parti social-libéral, du Parti populaire socialiste et de la Liste de l'unité.